# Ptochophyle vinosa
Ptochophyle vinosa är en fjärilsart som beskrevs av Louis Beethoven Prout 1918. Ptochophyle vinosa ingår i släktet Ptochophyle och familjen mätare. Inga underarter finns listade.